# Бой для бессмертных
«Бой для бессмертных» (англ. Immortal Combat) (1994) — кинофильм.

## Сюжет
Фильм рассказывает историю двух полицейских Джони Келлера (Родди Пайпер), и его напарник Дзиро (Сонни Тиба) после того как они проваливали очередную  операцию, их отстраняют от работы. Келлер с горя отправляется в круиз, однако через некоторое время он высаживается на каком-то острове, где он вскоре узнаёт, что на острове проводится турнир по боям без правил, в которых участвуют фактически бессмертные и непобедимые бойцы. Всеми событиями на острове заправляет прекрасная и коварная мисс Куинн (Мэг Фостер). Когда Келлер попадает в ловушку на острове, обеспокоенный отсутствием новостей Дзиро отправляется на поиски напарника. Теперь им предстоит разгадать тайну острова и его непобедимых бойцов, и при этом остаться живыми...

## В ролях
| Актер/Актриса    | Персонаж        |
| ---------------- | --------------- |
| Сонни Тиба       | Дзиро Джинклайн |
| Родди Пайпер     | Джони Келлер    |
| Мэг Фостер       | Куинн           |
| Дерон МакБи      | Маллер          |
| Томми Листер     | Янаги           |
| Пак Ун-юн        | Осато           |
| Лара Стейник     | Энди            |
| Роджер Кадни     | Стэн            |
| Ким Морган Грин  | Карен Килер     |
| Арт Барр         | Официант        |
| Джордж Беланджер | Капитан Эдвардс |
| Мануэль Бенитез  | Охранник        |
| Руфино Эчегойен  | Посыльный       |